# Storia politica

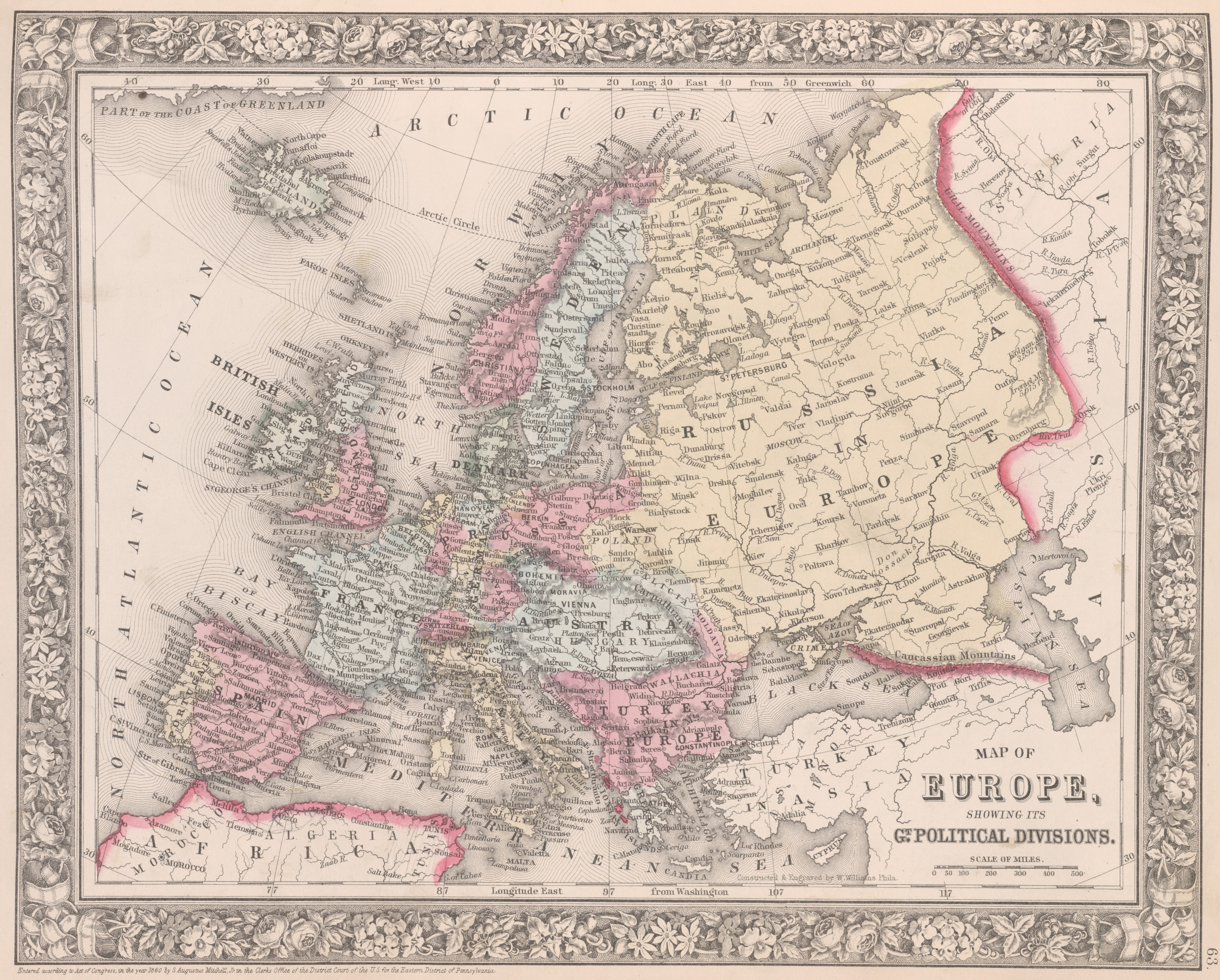
Carta politica europea, 1863. Nel XIX secolo, la storia politica si legò al nazionalismo e all’affermazione dello stato-nazione, celebrato come unità politica e morale. La storiografia dell'epoca enfatizzava le lotte per l’indipendenza e l’unificazione. Interpretava le rivalità tra potenze e i movimenti nazionali come tappe del progresso storico verso stati sovrani e moderni.

La storia politica è un ramo della ricerca storica che si concentra sull'analisi degli eventi politici, delle idee, dei movimenti, dei leader, delle istituzioni e delle dinamiche di potere all'interno delle società. Esamina come governi, politiche ed entità politiche interagiscano con individui e gruppi nel corso del tempo. Questo ambito esplora una varietà di temi, tra cui la formazione degli stati, le ideologie politiche, le relazioni internazionali, i processi legislativi e l'impatto delle decisioni politiche sulle società e le culture. La storia politica spesso si sovrappone ad altre discipline, come la sociologia, l'economia e gli studi culturali, offrendo una comprensione multidimensionale di come il potere politico plasmi e venga plasmato dagli eventi umani.

## Sviluppo internazionale
Per molto tempo la politica è stata al centro delle narrazioni storiche. La visione dominante della storia era centrata sullo Stato-nazione e sulla sua evoluzione politica. Nel XIX secolo, gli studi storici rafforzarono l’attenzione tradizionale verso la politica, le fazioni e la guerra. Lo storicismo tedesco, influenzato da pensatori come Hegel, attribuiva allo stato una forza morale e spirituale superiore agli interessi materiali dei suoi cittadini, definendolo come il principale agente del cambiamento storico. Nello stesso periodo, il nazionalismo, che ispirava gran parte della storiografia, portò a un’enfasi sulle competizioni tra grandi potenze e sulle lotte dei popoli oppressi per l’autodeterminazione politica. Questo contesto si rifletteva in affermazioni come quella dell'influente storico Leopold von Ranke, secondo cui “lo spirito dei tempi moderni agisce solo attraverso mezzi politici”. Lo storico vittoriano E.A. Freeman sintetizzò questo approccio affermando: “La storia è la politica passata”. Di conseguenza, la storia politica privilegiava le istituzioni d’élite, gli statisti e il governo, spesso trascurando le dinamiche sociali più ampie. Tale storia politica enfatizzava spesso il ruolo dei "grandi uomini" o figure che esercitano una grande influenza sulla loro epoca.
Ranke fu centrale nello sviluppo della disciplina: si concentrò sull’analisi delle grandi potenze europee e sulla formazione delle loro identità distintive nel periodo compreso tra il Rinascimento e la Rivoluzione francese. Secondo Ranke, le dinamiche di potere tra gli stati, più che l’evoluzione interna, spiegavano i processi storici. Il suo rigore metodologico nello studio della politica estera rese la storia diplomatica una componente essenziale della storiografia. Questo approccio trovò particolare rilievo nei periodi in cui il pubblico cercava di comprendere le origini delle guerre, come accadde dopo la Prima Guerra Mondiale. Tuttavia, in quel contesto, la storia diplomatica spesso si avvicinò alla propaganda nazionalista, basandosi in modo eccessivo sugli archivi di singoli paesi.
Nel XIX secolo, molti storici si concentrarono sull'evoluzione interna degli stati-nazione, dando vita alla storia costituzionale, particolarmente rilevante in Gran Bretagna. Qui, l’evoluzione del Parlamento, simbolo del contributo inglese alla civiltà, divenne il fulcro della storia nazionale. La Constitutional History of England di William Stubbs (1873-1878) segnò il culmine di questa tradizione, che si basava sull'analisi rigorosa di documenti storici come la Magna Carta. Successivamente, i seguaci di Stubbs ampliarono la disciplina includendo la storia del diritto e quella amministrativa.
Storici successivi spostarono l'attenzione dai principi costituzionali al potere politico e la sua gestione quotidiana. L.B. Namier rivoluzionò il campo studiando l’élite politica del XVIII secolo attraverso le biografie dei parlamentari, smascherando le pretese ideologiche e ridefinendo la comprensione della politica inglese. Il suo approccio influenzò profondamente la storiografia, culminando nel progetto History of Parliament, che raccoglie biografie dei membri della Camera dei Comuni dal 1485 al 1901.
Alla fine del XIX secolo, le trasformazioni economiche e sociali in Occidente evidenziarono i limiti della storia tradizionale. Il pensiero di Marx, con il suo focus sui mezzi di produzione e le classi sociali, iniziò a influenzare il dibattito, mentre l'ascesa del lavoro organizzato e delle crisi economiche rafforzò l'interesse per una storia più ampia. Il primo conflitto mondiale accelerò questo cambiamento, mettendo in discussione l'ideale dello stato-nazione e portando a richieste di approcci storiografici più inclusivi, come la "New History" negli Stati Uniti.

### Evoluzione dal XX secolo
In Francia, Marc Bloch e Lucien Febvre rivoluzionarono la storiografia ampliandone il campo d’indagine e integrando discipline come economia, sociologia, psicologia sociale e geografia. Nel 1929 fondarono la rivista Annales, promuovendo un approccio interdisciplinare e una metodologia sistematica, esemplificata dall’opera Feudal Society di Bloch. La scuola Annales ridicolizzò la narrazione politica tradizionale, considerata marginale rispetto a temi economici, sociali e culturali. Grazie alle loro iniziative, la storiografia si è ampliata includendo nuovi ambiti che spaziano dalla storia globale a quella ambientale.
La centralità della storia politica si è progressivamente disgregata dopo la metà del XX secolo. La democratizzazione della società, il suffragio universale e lo stato sociale hanno messo in discussione la visione incentrata sull’élite. Le critiche sociali e femministe degli anni Sessanta e Settanta, insieme all’ampliamento dell’accesso all’istruzione superiore, hanno diversificato l’approccio storico. Questi movimenti hanno enfatizzato la partecipazione popolare, le voci emarginate e le basi sociali della politica.
Entro la fine del XX secolo, tendenze globali come il neoliberismo e la globalizzazione hanno ulteriormente indebolito la centralità della storia politica tradizionale. La storia sociale e campi affini — focalizzati su genere, razza, cultura e consumo — hanno guadagnato rilevanza, spostando l’attenzione dalla politica istituzionale alle esperienze individuali e collettive. I critici hanno però sostenuto che questo cambiamento, talvolta, esagerava il ruolo del "popolo," trascurando l’influenza persistente dello Stato e delle istituzioni politiche.
In risposta, è emersa la "nuova" storia politica, che combina le preoccupazioni tradizionali con prospettive innovative. Questo approccio riconsidera l’interazione tra politica e società, riconoscendo come leader, stati e istituzioni modellino le identità e il pensiero pubblico. Storici come Maurice Cowling e Philip Williamson hanno esplorato il modo in cui la politica costruisce le percezioni pubbliche e utilizza strumenti culturali come la propaganda, i media e i simboli per coinvolgere la società. Studi recenti si concentrano sull’influenza reciproca tra politica e cultura popolare, rivitalizzando temi tradizionali come la leadership.
La storia politica contemporanea riflette ora una comprensione più ampia e dinamica del ruolo della politica nel plasmare la società. Integra narrazioni d’élite e popolari, evidenziando l’impatto sfaccettato della politica nelle sfere pubbliche e private.

## Sviluppo in Italia
altre deteriori influenze.»
(Giuseppe Galasso, 2017.)
La storia politica è stata a lungo al centro della storiografia italiana, caratterizzata da una stretta connessione tra riflessione politica e filosofia della storia. Fin dall'Umanesimo, molti grandi storici italiani sono stati anche importanti pensatori politici. Questa tradizione ha interpretato il passato utilizzando categorie logiche, critiche e valori spesso legati alle questioni contemporanee, privilegiando l’analisi politica come chiave interpretativa dei processi storici, con un’attenzione particolare al tema del potere.
Nel Novecento, Benedetto Croce ha influenzato profondamente la storiografia italiana con il suo approccio idealistico e storicistico, concentrato su idee, individui e dimensione politica, trascurando economia e strutture sociali. Coerentemente con questa visione, la storiografia italiana si è tradizionalmente focalizzata sulla costruzione dello Stato-nazione moderno, privilegiando periodi come il Medioevo, il Rinascimento e il Risorgimento, e trascurando epoche come i "Secoli Bui" o i periodi di occupazione straniera dopo il 1527. Croce stesso sosteneva che la storia d’Italia non avesse avuto uno sviluppo unitario fino all’unificazione politica del XIX secolo. Questa visione ha frammentato il passato d’Italia sia cronologicamente sia geograficamente, spesso ignorando regioni come il Sud, ritenute meno rilevanti per la costruzione della nazione.
Dopo il dopoguerra, la storiografia italiana è diventata molto diversificata, ma fortemente politicizzata. Numerosi storici sono anche stati politici attivi. Lo scontro tra centro-sinistra ed ex comunisti da un lato e centro-destra con ex neofascisti dall’altro ha influenzato le interpretazioni storiche, spesso usate come strumenti per delegittimare gli avversari politici. Le principali correnti includevano storici cattolici (che scrivevano sulla Chiesa e le sue istituzioni); storici marxisti (spesso concentrati sui movimenti operai); e storici liberali (che elogiavano l’Italia liberale pre-1922). Le tematiche predominanti includevano l’unificazione italiana, le origini del fascismo, il regime fascista e l’antifascismo. L’approccio era spesso agiografico, manicheo o propagandistico, ignorando fatti scomodi e perpetuando miti utili, come l’idea che la Resistenza fosse esclusivamente comunista oppure un “tradimento rivoluzionario”. Tuttavia, importanti figure liberali come Federico Chabod e Rosario Romeo introdussero temi economici e sociali nei loro studi, contribuendo a dibattiti sull’economia del XIX secolo.
Storici radicali, come Denis Mack Smith, ispirati da Salvemini e Gobetti, criticarono le debolezze dello stato liberale e il fascismo, analizzando la corruzione e il mancato supporto popolare dei governi. Essi contribuirono a ispirare una interpretazione pessimista della storia italiana, evidenziando i fallimenti storici dell’Italia senza cercare una interpretazione complessiva.
La scuola marxista, con figure come Ragionieri, Procacci e Rosario Villari, subì l’influenza di Antonio Gramsci. Concetti come egemonia e consenso, il ruolo degli intellettuali e l’importanza del mondo contadino caratterizzarono i loro lavori. Tuttavia, gli storici marxisti trascurarono spesso le divisioni di classe reali e l’esperienza concreta dei lavoratori, privilegiando un approccio teorico e ideologico.
La tensione ideologica della ricerca storica italiana ha portato a due conseguenze principali. Primo, è diventato molto difficile costruire un'identità italiana basata su memorie storiche condivise. Secondo, insegnare la storia italiana nelle scuole medie e superiori è difficile, tra contestazioni delle autorità e dei genitori degli studenti.
Dagli anni ’70, la storiografia italiana cominciò ad essere influenzata dalla scuola francese degli Annales, portando all’emergere di studi sociali e antropologici. Riviste come Quaderni Storici e Passato e Presente esplorarono temi di vita quotidiana, rituali, salute e lavoro. Questi approcci inizialmente furono raramente applicati alla storia contemporanea, concentrandosi su periodi premoderni. Col tempo, si diffuse la ricerca di storia sociale e approcci che volevano superare la storia politica tradizionale. La pubblicazione della Storia d’Italia di Einaudi segnò una pietra miliare in questa direzione.
Tra le questioni più intensamente ricercate e disputate della storia politica contemporanea hanno figurato: l’entità del consenso popolare goduto dal regime fascista; la natura della guerra di liberazione, la sua caratterizzazione come guerra civile e l’influenza di quella fase storica sul senso di identità nazionale; il ruolo della mafia nella società italiana; il ruolo del Partito Comunista Italiano; le radici storiche e i legami internazionali del terrorismo di destra e sinistra durante gli anni ’70-80; e l’impatto sociale ed economico dei governi del pentapartito (1982-1992). Secondo lo storico Gianfranco Pasquino, importanti questioni politiche nazionali contemporanee relativamente meno studiate dagli storici sono state lo studio delle elite politiche nazionali; il ruolo della Democrazia Cristiana; le conseguenze storiche della Costituzione; l’influenza dei governi di centro-sinistra (1962-1976); e la storia delle istituzioni ed amministrazione pubblica.
Dopo la caduta del muro di Berlino e il crollo dei partiti politici italiani negli anni ’90, la storiografia si orientò verso una analisi critica dell’unificazione italiana e della legittimità dello Stato. Questo periodo segnò l’emergere di revisionismi che sfidavano le narrazioni dominanti della sinistra laica e di orientamento liberale. Negli ultimi decenni, si è assistito a un tentativo di superare visioni partigiane per abbracciare studi più comparativi e integrati, ma l’assenza di un “passato comune” accettato continua a rendere la narrazione storica un terreno di dibattito acceso.
La storiografia politica italiana ha subito importanti trasformazioni come è successo in altre paesi, influenzata da cambiamenti interni all’Europa e da nuove prospettive intellettuali emerse nel XX secolo. La crescente globalizzazione, l’integrazione politica ed economica tra gli stati europei e le mutazioni nei rapporti con il mondo extraeuropeo hanno contribuito a rinnovare l’approccio alla storia dell’Italia e dell’Europa. Oggi, c’è una consapevolezza crescente che l’Italia, come altre nazioni europee, non ha una storia unica, ma molteplici storie. Da un punto di vista della storiografia tradizionale, o dello storicismo, questo cambiamento profondo e l'influenza dele scienze sociali, possono essere percepite come una svalutazione della storia e una perdita di visione complessiva e di chiavi interpretative unificanti. Le nuove interpretazioni si concentrano su istituzioni politiche, culturali, religiose ed economiche che hanno fornito continuità alla penisola italiana nonostante invasioni e conquiste. L’attenzione è rivolta alle società e ai popoli che hanno abitato l’Italia in ogni epoca, analizzando come la politica, l’economia e le identità sociali si siano influenzate tra loro e si siano evolute nei loro contesti storici specifici. Queste prospettive permettono una storia più comparativa e completa, che supera la visione dell’Italia come eccezionale per mostrarla come una realtà distintiva ma intrecciata con il mondo europeo e mediterraneo.

## Diffusione e significato sociale
Tradizionalmente, la storia è stata a lungo identificata con la storia politica. Lo studio della storia a scuola ha spesso privilegiato eventi politici e militari. Nonostante l'ampliameno ed evoluzione dei programmi scolastici e la diffusione di altre prospettive storiche nei media, la storia politica continua a mantenere il suo fascino. Da un lato, lo stato e le elite sociali influenzano la scrittura della storia, promuovendo una versione della storia che legittimi la loro posizione, enfatizzando i successi passati o dimostrando l'antichità e la ragione del sistema politico sotto al quale governavano. Dall'altro, l'ascesa e la caduta di statisti, nazioni o imperi si prestano a un trattamento drammatico e il potere politico esercita fascino tra coloro che non possono esercitarlo direttamente.